# きんきTODAY
『きんきTODAY』（きんきトゥデイ）は、1982年4月5日から1985年9月27日まで読売テレビで平日 18:00 - 18:30（JST）に放送されたローカルワイドニュース番組。同局にとっては、平日18時台に初めて編成したローカルワイドニュースであった。

## 概要
よみうりテレビでは1982年3月まで、平日の17:10 - 17:30に関西ローカルのワイドニュース『テレトーク10』を編成。17:30 - 18:30の時間帯で子供向けアニメを再放送した後に、全国ニュースの『NNN JUST NEWS』をはさんで、18:50 - 19:00に『よみうりニュース』を放送していた。
しかし、『テレトーク10』の前枠（17:00 - 17:10）で日本テレビからのネット受けを実施していた『読売新聞ニュース』の放送時間を、1982年4月の改編で15時台の後半へ繰り上げ。また、読売テレビの自社制作番組として、読売新聞大阪本社発行分夕刊の主要記事を紹介するようになった。そこで、17時台のローカルワイドニュース枠を、在阪民放他局が先に同種の番組（『MBSナウ』や『たいむ6』）を放送していた18時台の前半へ移動。『テレトーク10』を終了させる代わりに、当番組の放送を開始した。
キャスターには、アナウンサーではなく、よみうりテレビ報道局の松田士朗記者（当時）を抜擢。ニュースキャスターにしては地味に見える風貌と、関西弁のイントネーションのままニュースを伝える異色のスタイルが話題になった。さらに、地域の生活情報を積極的に取り上げたこともあって、当番組は3年半にわたって放送された。
なお、気象情報の挿入歌「たそがれメッセージ」（作曲:奥村貢）は、このころ、よみうりテレビの深夜放送終了時のID画面のテーマソングにも使われていた。
この時期、近畿圏ではテレビ東京系列のテレビ大阪が開局し、『メガTONニュースTODAY』（17:30 - 18:00）をサンテレビ・KBS京都・テレビ和歌山・奈良テレビと並列で同時ネットしていたため、「TODAY」とつくニュース番組が2本も編成されていた。

## 出演者

### ニュースキャスター
- 松田士朗（出演当時は読売テレビ報道局記者） - 番組の終了後は、報道局でドキュメンタリー番組のプロデューサー、編成局で番組審査室長などを歴任。現在は、放送倫理・番組向上機構（BPO）の調査役や関西大学の非常勤講師を務めている。2003年には、番組審査の経験などをまとめた著書『テレビを審査する 現場からのTVリテラシー』（ISBN 978-4877981624）を現在人文社から刊行した。

### リポーター・天気予報担当キャスター
- 池内詠子（フリーアナウンサー） - 『ズームイン!朝!』（当時のキー局の朝の情報番組）の関西ローカルパートにも出演。

### その他
※NNN地方局ではこの番組を放送していた頃、「ニュースTODAY」と付くか、あるいはそれに類似した番組が放送されていた。
- 札幌テレビ放送「STVニュースToday」
- 山形放送「YBCニュースToday」
- 宮城テレビ放送「みやぎToday」
- 福島中央テレビ「ふくしまToday」
- 中京テレビ放送「中京TODAY」
- 福井放送「TODAYふくい」など

| よみうりテレビ（NNN） 平日夕方のよみうりニュース | よみうりテレビ（NNN） 平日夕方のよみうりニュース | よみうりテレビ（NNN） 平日夕方のよみうりニュース |
| 前番組                                           | 番組名                                           | 次番組                                           |
| ------------------------------------------------ | ------------------------------------------------ | ------------------------------------------------ |
| テレトーク10 ※17:10 - 17:30                      | きんきTODAY                                      | ニュースワイド TODAY                             |